# 대상해시대광장

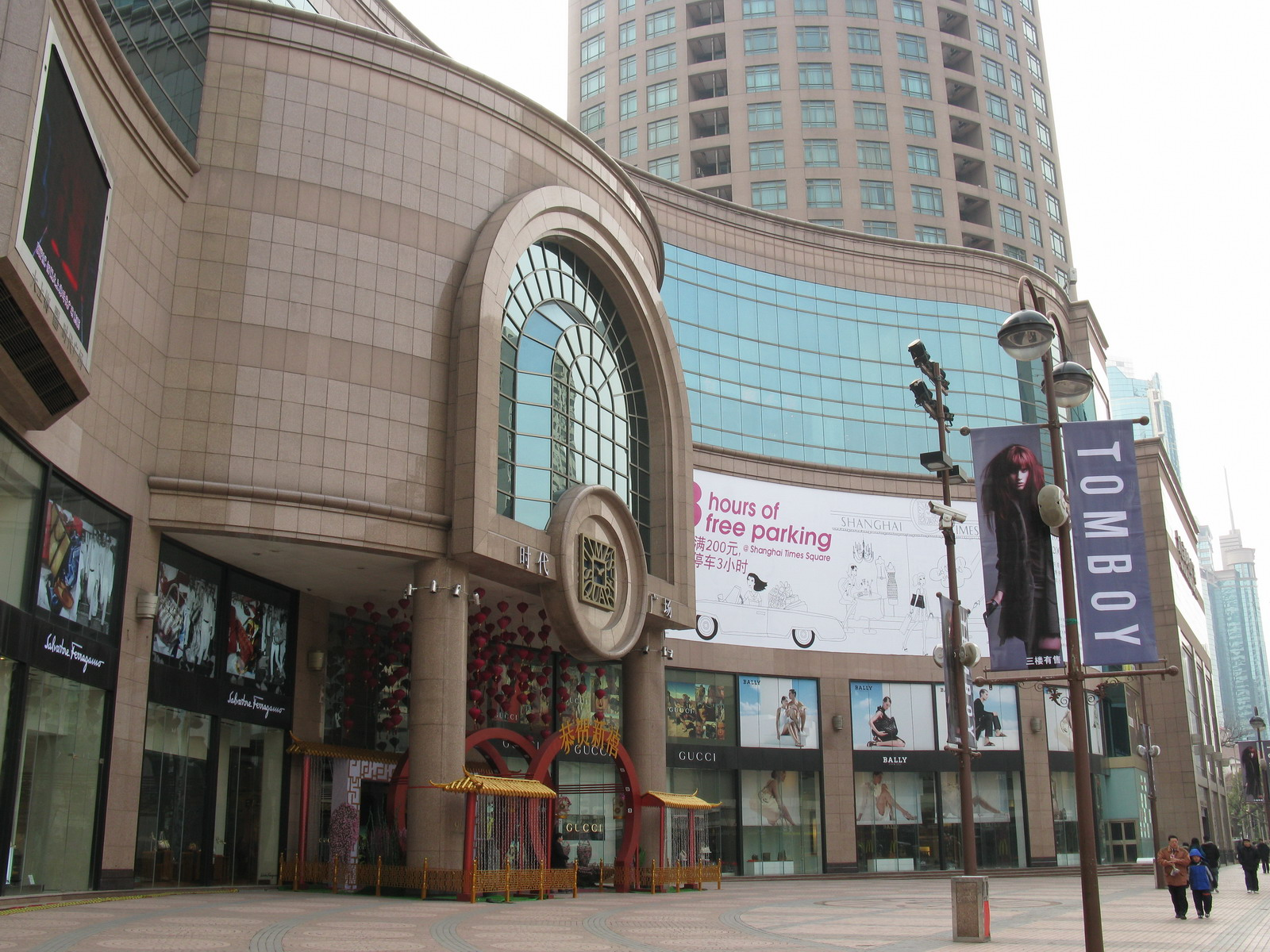
대상해시대광장

대상해시대광장(大上海時代廣場, Shaghai Times Squere)은 중국 상하이 루완 구에 있는 복합 상업 시설이다. 총 건축 면적은 10.9만 평방 미터이며, 지상 30층, 지하 3층으로 이루어져 있다. 정문 밖에서는 1,600 평방 미터의 노천 광장이 설치되어 있다. 매년 12월 31일에는 뉴욕의 타임스 스퀘어나 홍콩 타임스 스퀘어를 모방하여 섣달 그믐 카운트 다운을 한다.